# Peter Andreas Munch
Peter Andreas Munch (Christiania, 15 de dezembro de 1810 — Roma, 25 de maio de 1863), usualmente conhecido por P. A. Munch, foi um historiador e escritor norueguês, conhecido pela sua obra sobre a história medieval da Noruega. Os conhecimentos de Munch abarcavam arqueologia, geografia, etnografia, linguística, e jurisprudência da Noruega. A ele se devem também traduções de sagas e lendas Norse.

## Antecedentes
Peter Andreas Munch nasceu em Christiania (actual Oslo). Era filho de Edvard Storm Munch e de Johanne Sophie Hofgaard. P. A. Munch era tio do famoso pintor Edvard Munch.
Munch cresceu na casa paroquial de Gjerpen, município de Skien, onde o seu pai era pároco da Igreja da Noruega. Andou na escola na cidade de Skien. Frequentou a Royal Frederick University. Munch primeiro estudou direito e realizou o seu exame de estado em 1834, mas depois virou-se para o estudo da história e filologia.

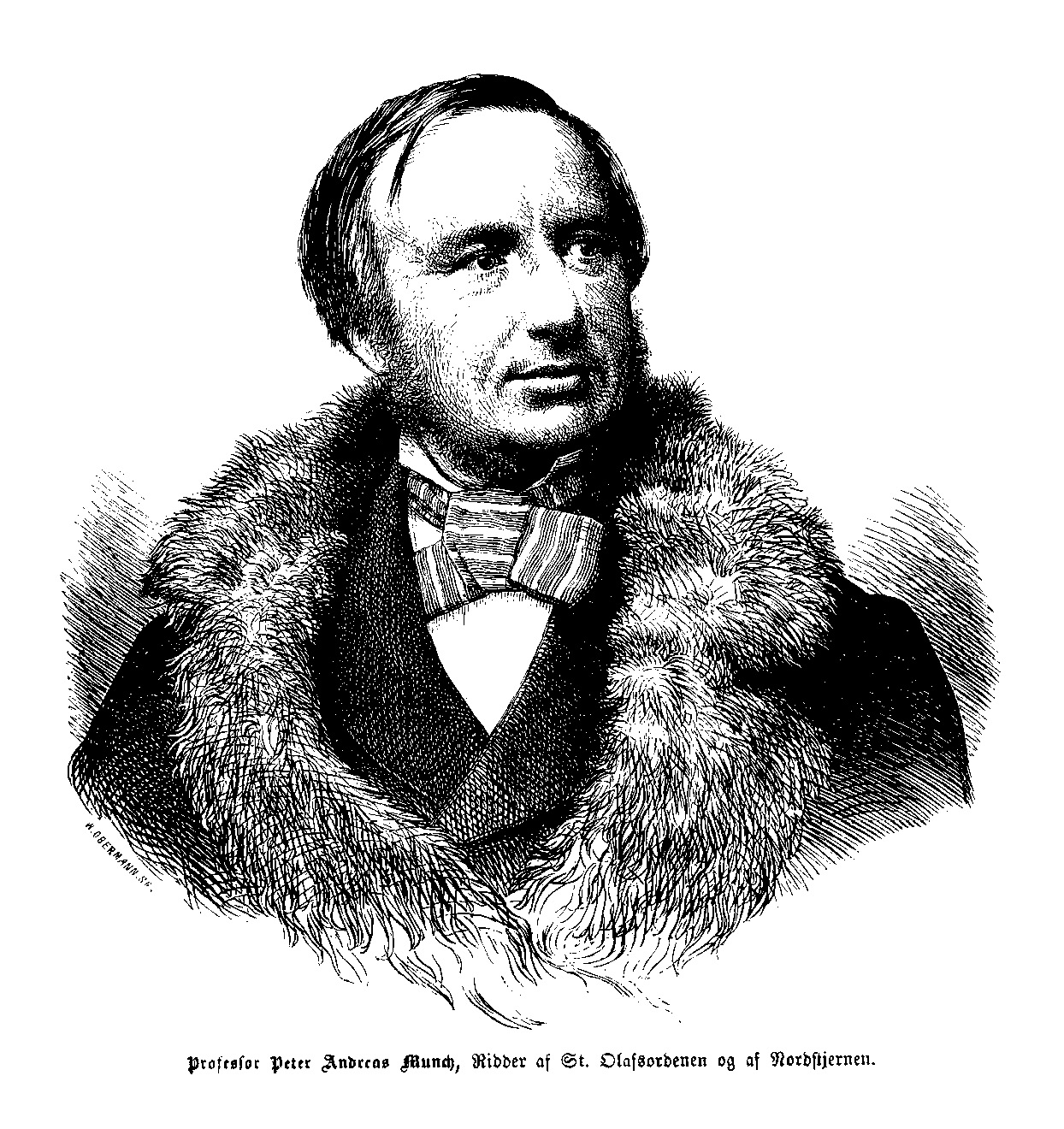
P A Munch
Gravura de W. Obermann

## Carreira
A primeira grande obra de Munch, que escreveu com Rudolph Keyser, foram os três volumes da Norges Gamle Love (Antigas leis da Noruega), editados após uma visita de investigação de dois anos a Copenhaga. A partir de 1837 foi assistente de história na Universidade de Oslo e em 1841 tornou-se Professor de história. Em 1857, depois de ter publicado inúmeras obras, recebeu uma grande bolsa para pesquisa dos arquivos em Roma onde viveu de 1859 a 1861. Foi um dos primeiros não-católicos a ter acesso aos arquivos da Biblioteca do Vaticano. Tirou extensas notas dos volumes das cartas papais e por vezes desenhou precisos fac-símiles dos textos. Esta pesquisa foi útil para a sua principal obra, Det norske Historie pessoal (A história do povo norueguês), em oito volumes, tendo enviado notas para o seu país para os Arquivos Reais em Christiania. No aspecto teórico é lembrado pela sua teoria sobre a imigração para a Noruega, no qual desenvolveu o trabalho de Rudolf Keyser. Na viagem de regresso a Roma para ir ter com a sua família, que tinha permanecido lá por algum tempo, morreu de um enfarte tendo sido enterrado no Cemitério Protestante de Roma.

## Ideias controversas sobre os povos Fino-úgricos
Peter Munch tinha ideias racistas sobre certos povos, por exemplo, os finlandeses e húngaros. Ele desprezava os finlandeses e alegou que eles não podiam ter um país independente devido ao seu baixo estado de civilização. Peter Munch alegou em seu artigo sobre nacionalidade finlandesa (Om Finlands Nationalitet og dens Forhold til den svenske), em 1855, que os finlandeses e os húngaros devem ter uma raça humana própria.

## Obras seleccionadas
- Norges, Sveriges og Danmarks Historie til Skolebrug (1838)
- Norges Historie i kort Udtog for de første Begyndere (1839)
- Nordens gamle Gude- og Helte-Sagn i kortfattet Fremstilling (1840)
- Verdenshistoriens vigtigste Begivenheder (1840)
- De nyeste Tiders Historie (1842)
- Fortegnelse over de mest befarede Landeveie og Reiserouter saavel mellem Stæderne, som Landdistricterne i Norge (1846)
- Det oldnorske Sprogs eller Norrønasprogets Grammatik (com C. R. Unger, 1847)
- Underholdende Tildragelser af Norges Historie (1847)
- Nordmændenes Gudelære i Hedenold (1847)
- Det gotiske Sprogs Formlære (1848)
- Kortfattet Fremstilling af den ældste norske Runeskrift (1848)
- Om Skandinavismen (1849)
- Historisk-geographisk Beskrivelse over Kongeriget Norge (Noregsveldi) i Middelalderen (1849)
- Det norske Folks Historie (1852–1863)
- Om den saakaldte nyere historiske Skole i Norge (1853)
- Nordmændenes ældste Gude - og Helte-Sagn (1854)